# بخش بهاولپور

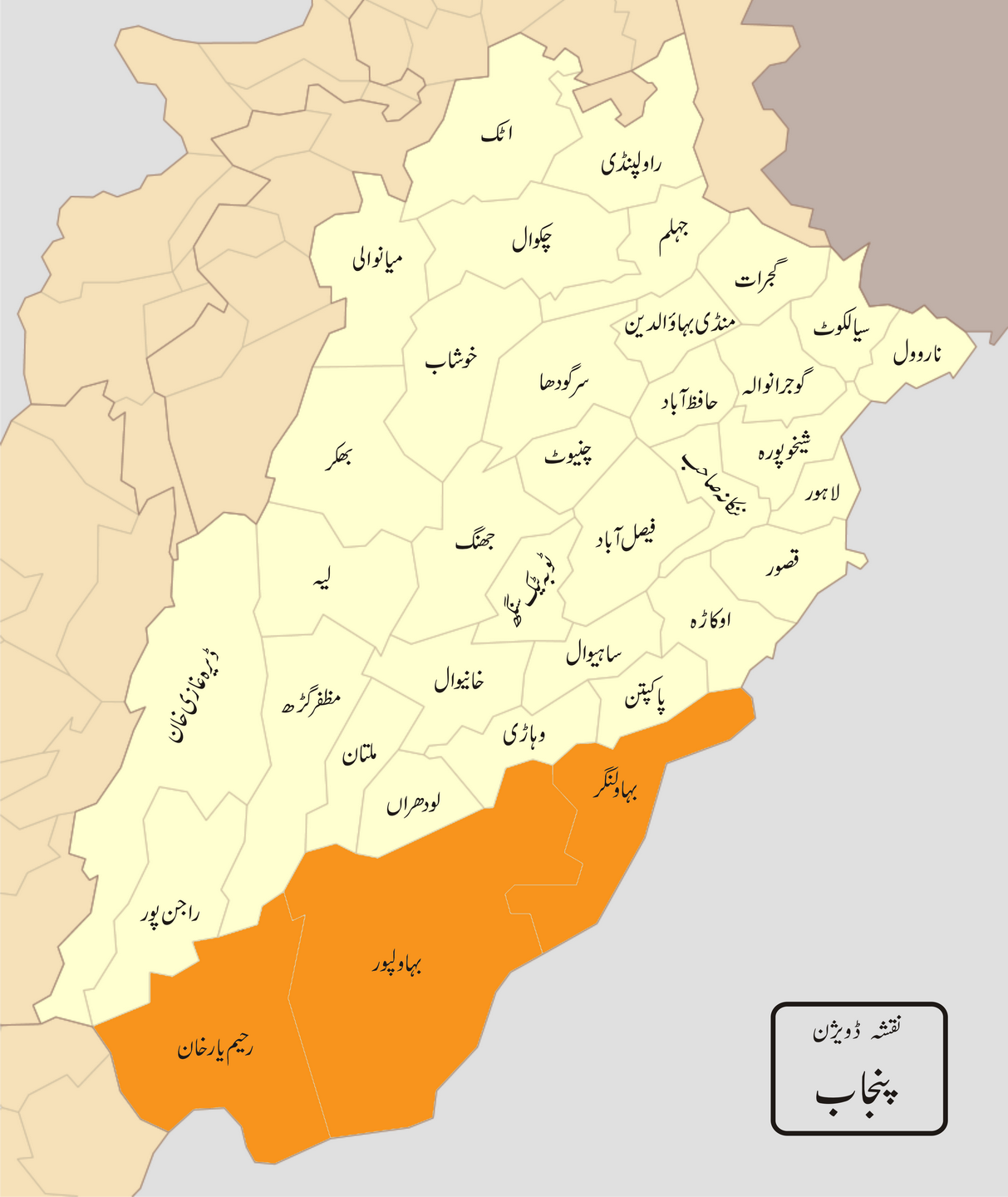
نمایی از نقشهٔ بخش بهاولپور (نارنجی) در ایالت پنجاب - ۲۰۱۳

بخش بهاولپور (انگلیسی: Bahawalpur Division) یکی از بخش‌های پاکستان در ایالت پنجاب بود که در اصلاحات انجام‌گرفته در سال ۲۰۰۰، ساختار بخش در پاکستان حذف گردید. اما در سال ۲۰۰۸ مجدداً بازگردانده شد. ناحیه‌های آن عبارت بودند از:
- ناحیه بهاولنگر
- ناحیه بهاول‌پور
- ناحیه رحیم‌یارخان